# Stela z Tell al-Rimah
Stela z Tell al-Rimah – kamienna stela z czasów panowania asyryjskiego króla Adad-nirari III (810–783 p.n.e.) odnaleziona w 1967 roku w trakcie wykopalisk na stanowisku Tell al-Rimah w północnym Iraku. Obecnie zabytek ten znajduje się w zbiorach Muzeum Narodowego Iraku w Bagdadzie.
Wciąż stojącą stelę znaleziono wewnątrz celli małej nowoasyryjskiej świątyni, w pobliżu podwyższenia na posąg bóstwa. Wykonany z twardego, mosulskiego marmuru zabytek był bardzo dobrze zachowany i kompletny. Jego rozmiary to: 130 cm (wysokość) oraz 69 cm (szerokość u podstawy). Przednią stronę steli zajmuje przedstawienie reliefowe ukazujące króla Adad-nirari III w otoczeniu symboli boskich. Na dolnej części przedstawienia reliefowego umieszczona została dodatkowo inskrypcja klinowa z 21 linijkami tekstu. Część inskrypcji (9 linijek) starano się później usunąć.
Tekst na steli zaczyna się dedykacją dla boga burzy Adada (linijki 1–2), po której wymienione zostaje imię Adad-nirari III i jego genealogia (linijka 3). Dalej opisane zostają wyprawy wojenne króla w kierunku zachodnim, w tym złożenie mu trybutu przez króla Mari z Damaszku, króla Joasza (asyryjski Iu'asu) z Samarii oraz mieszkańców Tyru i Sydonu (linijki 4–12). Kolejny fragment tekstu (linijki 13–20) jest tym, który starano się później usunąć. W nim  Adad-nirari III przekazuje jednemu ze swoich prowincjonalnych gubernatorów, Nergal-eriszowi, w zarządzanie pewne miasta i wsie. Usunięcie tej części tekstu uczeni tłumaczą tym, iż w jakiś czas po powstaniu steli Nergal-erisz musiał wypaść z łask królewskich. Cały tekst kończy się klątwą skierowaną przeciw wszystkim tym, którzy chcieliby usunąć inskrypcję ze steli (linijka 21).
Tekst powstał najprawdopodobniej w roku 797 p.n.e. lub później, gdyż jednym z tytułów noszonych w tekście przez Nergal-erisza jest tytuł gubernatora Hindanu, a z innych źródeł wiadomo, iż Hindanu dodane zostało dekretem królewskim do ziem zarządzanych przez Nergal-erisza właśnie w 797 r. p.n.e.